# Distrito de Manawatu
Manawatu es un distrito de la región de Manawatu-Wanganui en la Isla Norte de Nueva Zelanda.
El distrito se basa en la ciudad de Feilding y la mayor parte de la zona comprendida entre el Río Manawatu en el sur, y el Río Rangitikei en el norte; extendiéndose desde el sur del asentamiento de Himatangi en el sur, hasta el sur de Mangaweka en el norte; y desde el río Rangitikei a la cumbres de la cordillera del Ruahine en el este. El distrito tiene una superficie de 2,624.115 km².

## Nombre
Manawatu, se dice que ha recibido su nombre por Hau, el gran explorador de los maoríes. En su búquesda por encontrar a su esposa, que lo había dejado por otro,. Mientras viajaba se encontró con las anchas desembocaduras de los ríos Whanganui, Whangaehu y Rangitikei, y con el miedo de no ser capaz de cruzarlo, afirmó: "Ka tū taku manawa" (Mi corazón se detiene).

## Población
La población del distrito es 27 700 (junio de 2012). La principal ciudad, Feilding tiene una población de 14600 habitantes. Otras ciudads, municipios y pueblos en el distrito son Halcombe, Himatangi, Bainesse, Waituna West, Kimbolton, Apiti, Rangiwahia, Rongotea, Pohangina, Tangimoana, Himatangi Beach y Sanson.

## Atracciones
El distrito es un contraste de llanuras y colinas, con pistas para ciclistas y con espectaculares vistas de los volcanes.La costa oeste tiene larga playas.

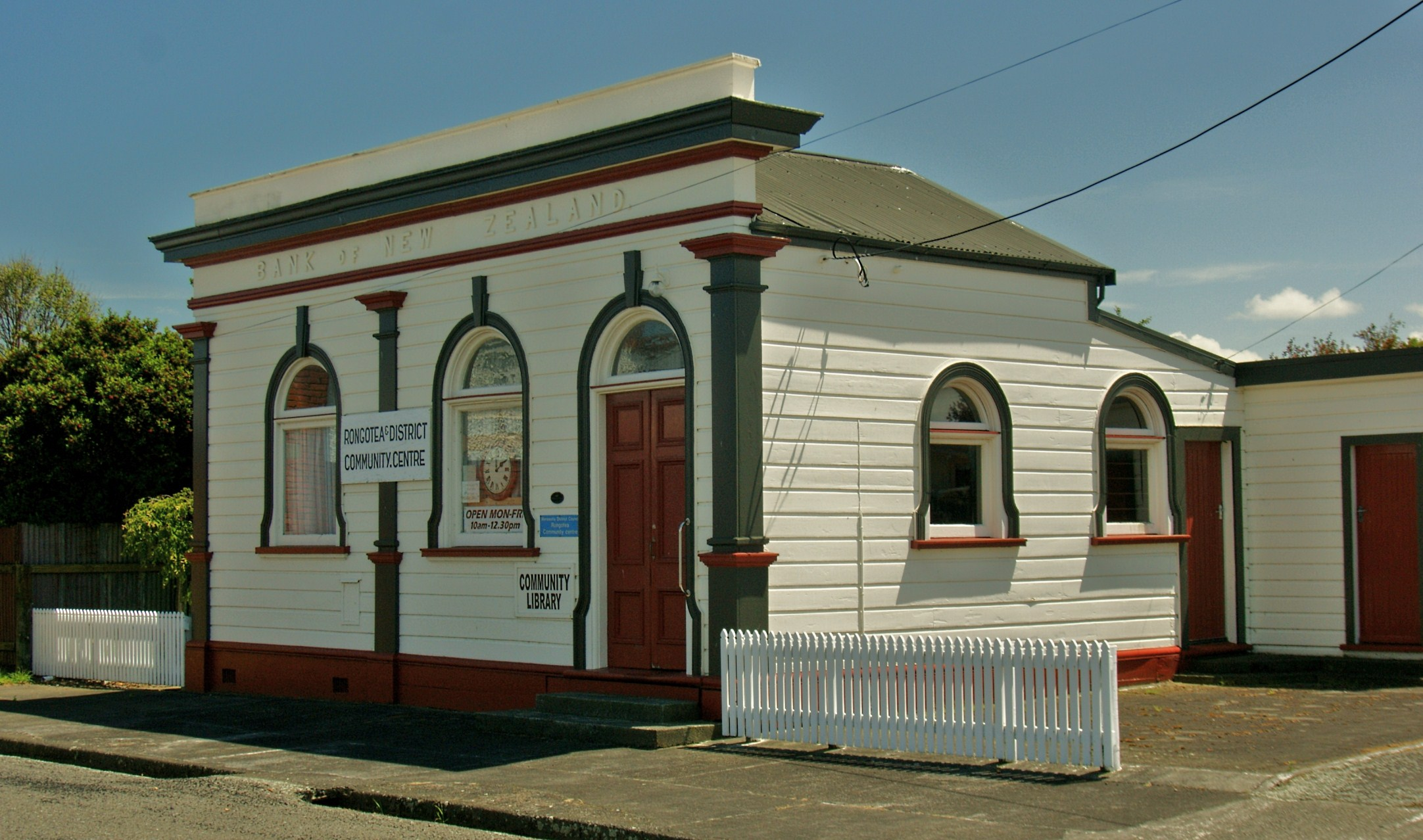
Biblioteca comunitaria de Rongotea.

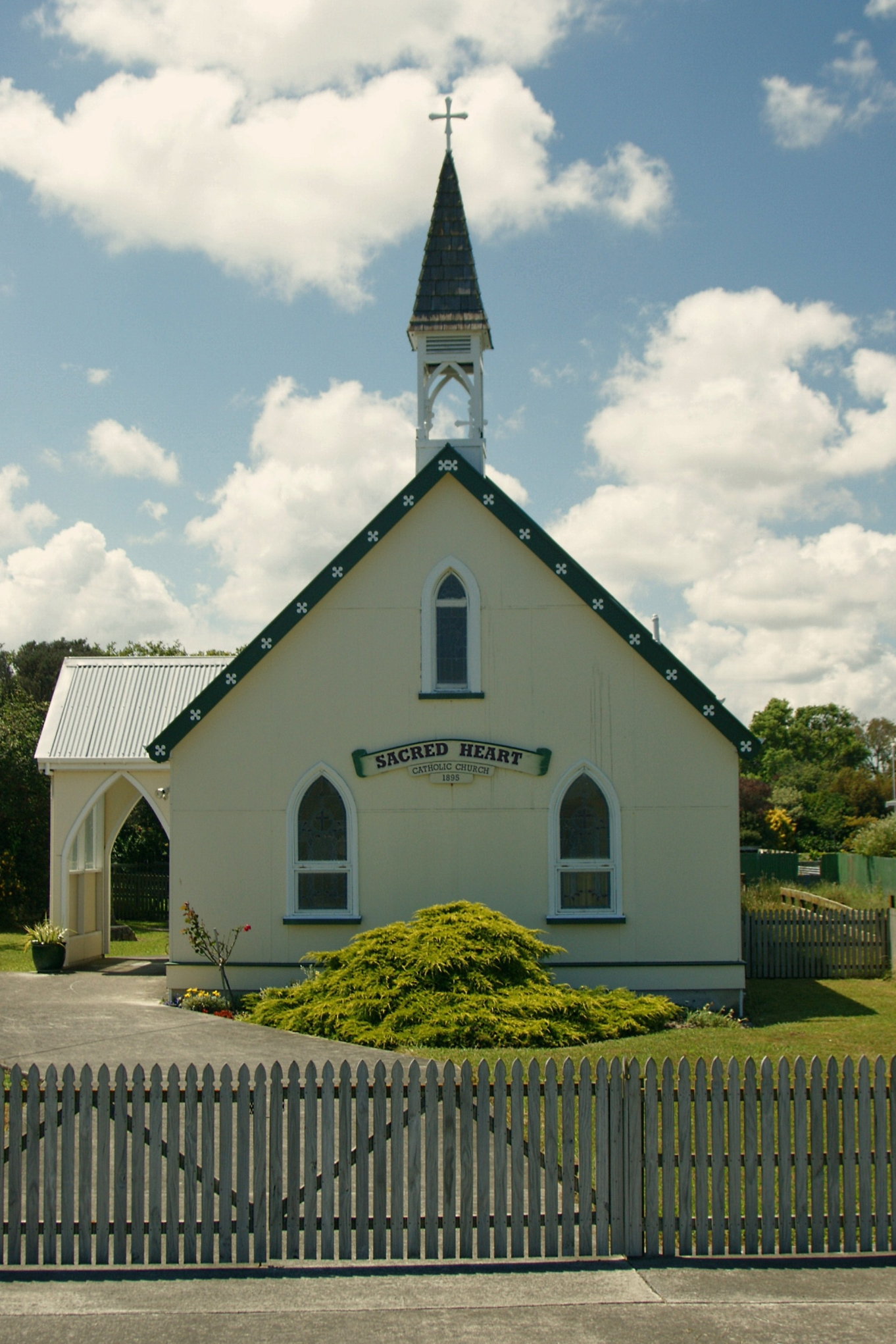
Iglesia de Rongotea en 1895.

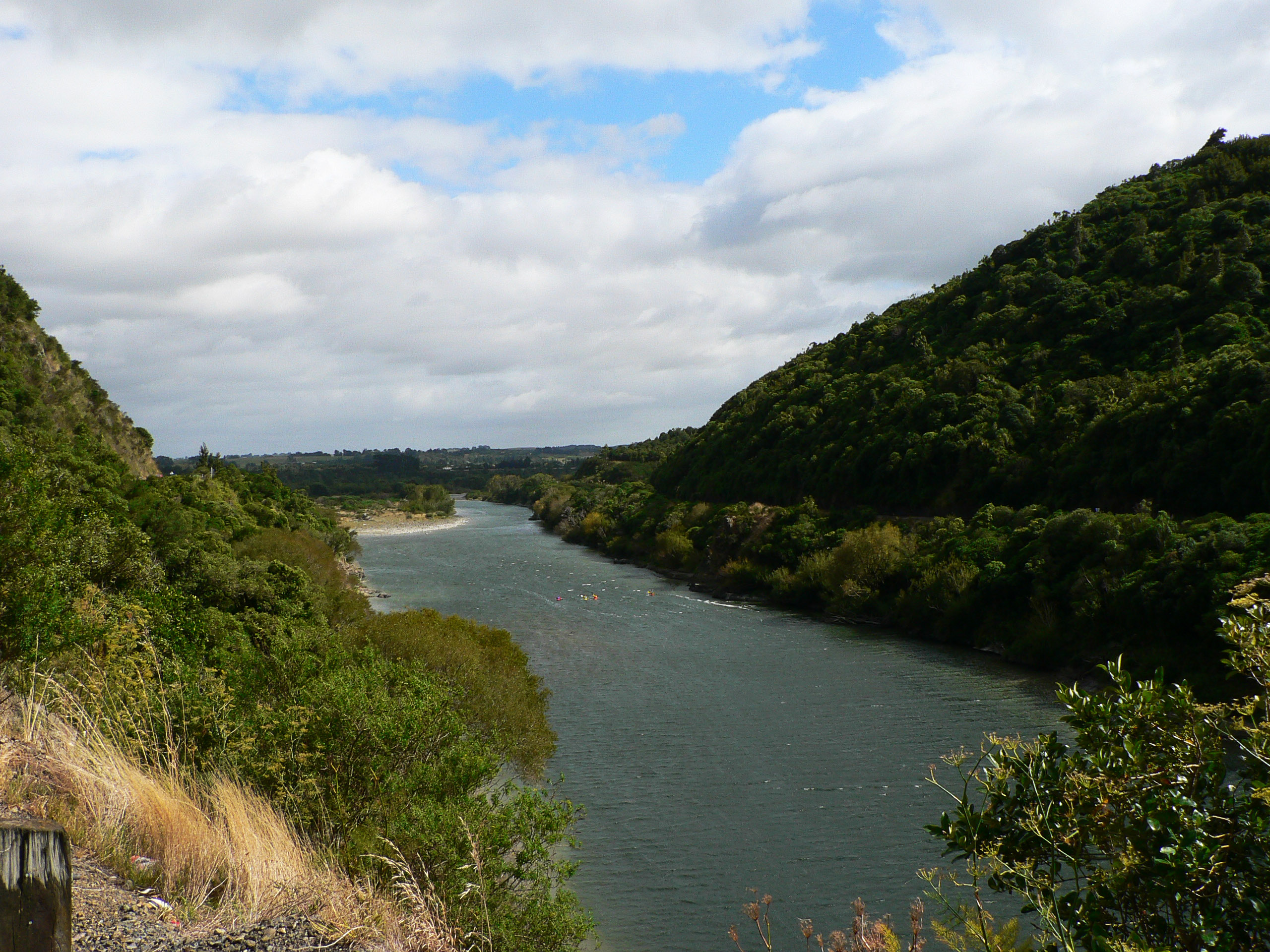
Garganta en el río Manawatu en 2007.

En Manawatu se encuentra el RNZAF Base Ohakea,una base de fuerzas aéreas y su museo.

## Educación

### Primaria
- Manchester Street School - Feilding
- Lytton Street School
- North Street School
- St Joseph's School
- Colyton School
- Taonui School
- Kiwitea School
- Apiti School
- Utuwai School
- Cheltenham School
- Awahou School
- Sanson School
- Glen Oroua School
- Taikorea School
- Bainesse

### Intermedia
- Feilding Intermediate School - Feilding

### Secundaria
- Feilding High School - Feilding
- Hato Paora College - Cheltenham

## Alcalde
Ian McKelvie fue elegido por primera vez alcalde en una elección parcial en noviembre de 2002. Después de ser elegido al Parlamento en las elecciones de 2011, renunció a la alcaldía el 15 de diciembre de 2011. Desde entonces Matt Bell fue alcalde en funciones hasta que una elección celebrada el 7 de marzo de 2012, Margaret Kouvelis de Feilding, venció al concejal Steven Gibson por solo 14 votos (3.293 votos contra 3.279). Kouvelis es el actual alcalde del distrito.

## Consejo
Con fines de representación el distrito está dividido en tres salas:
| Nombre            | Número de consejeros | Áreas incluidas                                                                              |
| ----------------- | -------------------- | -------------------------------------------------------------------------------------------- |
| Feilding          | 5                    | Feilding (urbano)                                                                            |
| Kairanga          | 3                    | Rongotea, Sanson, Himatangi Beach, Ohakea, Bainesse, Kairanga, Longburn, Karere, Tangimoana. |
| Kiwitea-Pohangina | 2                    | Kimbolton, Halcombe, Cheltenham, Waituna West, Rangiwahia, Apiti.                            |

## Elecciones en la región
El distrito se encuentra en la región de Manawatu-Wanganui. Para fines electorales y de representación, el distrito se divide en:
- Horowhenua-Kairanga: Zona rural al sur de Feilding, incluyendo todo el distrito de Horowhenua.
- Manawatu-Rangitikei: Feilding y el área rural al norte, incluyendo todo el distrito de Rangitikei.